# Itános
Ne doit pas être confondu avec Itano ou Itanos.
Itános (grec moderne : Ιτάνος) est un ancien dème devenu district municipal, à la suite du programme Kallikratis de 2010,  du dème de Sitía, district régional de Lassíthi, en Crète (Grèce).
Selon le recensement de la Grèce de 2011, la population d'Itános compte 2 108 habitants. Le siège de la municipalité était le village côtier de Palékastro. Le dème avait une superficie de 197,406 km2.

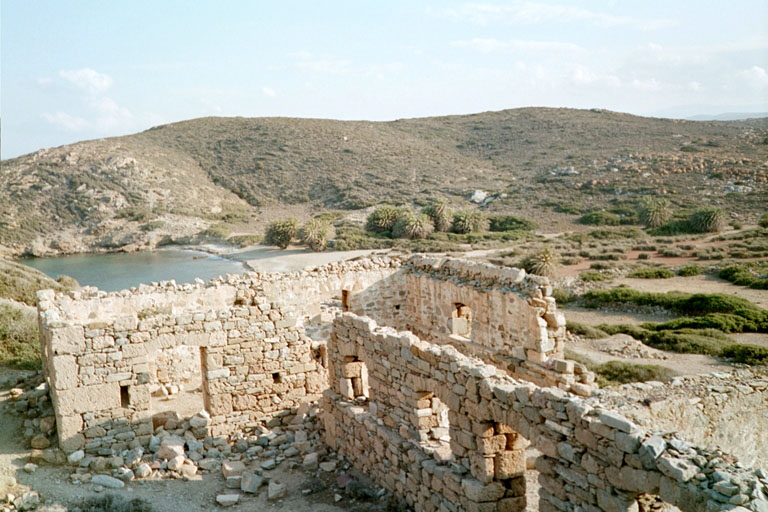
Ruines d'Itanos à Itános.